# Acanthoscurria theraphosoides
Acanthoscurria theraphosoides is een spinnensoort uit de familie van de vogelspinnen (Theraphosidae). De wetenschappelijke naam van de soort werd voor het eerst geldig gepubliceerd in 1871 door Carl Ludwig Doleschall.